# Kujo Yoritsune

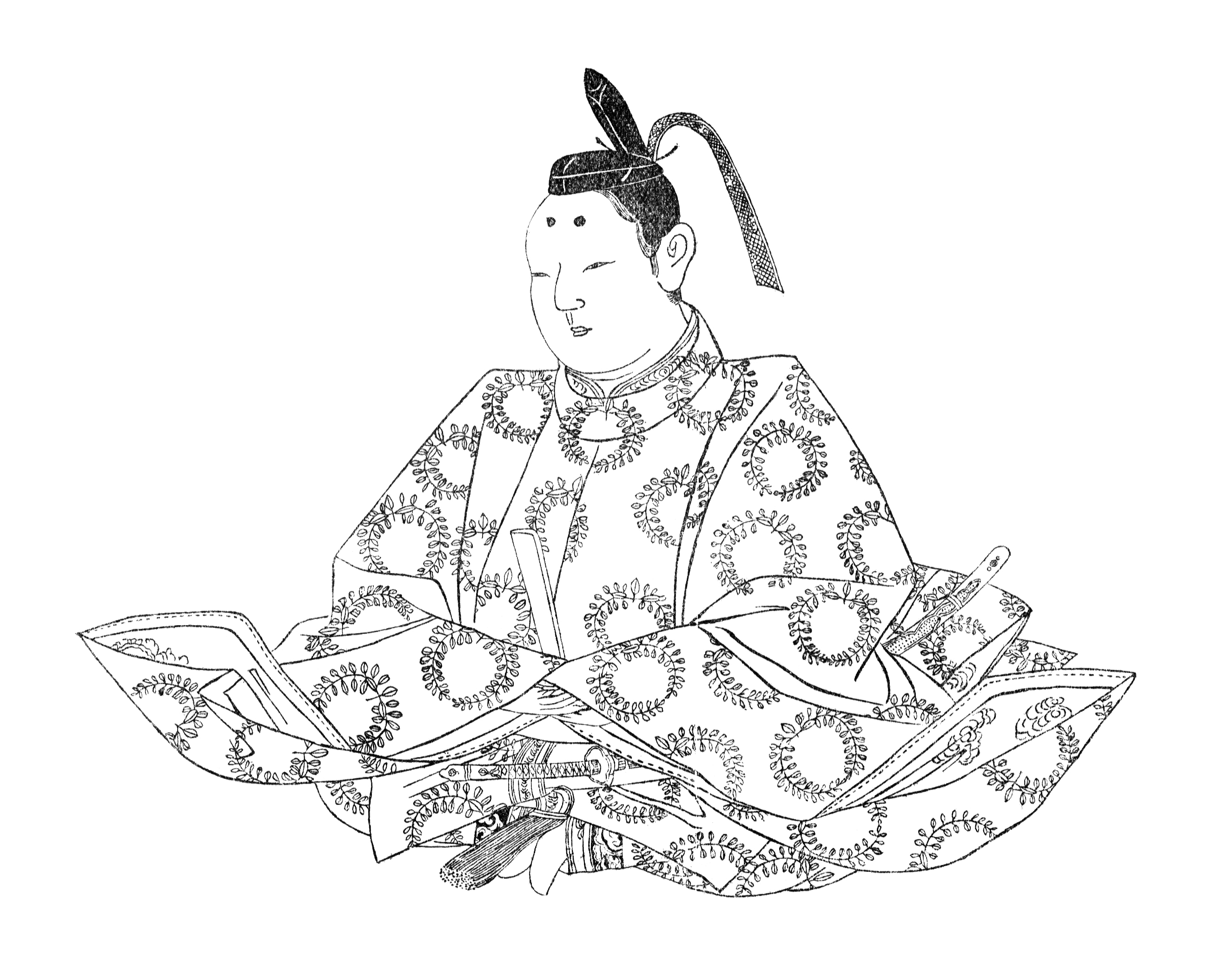
Kujo Yoritsune

Kujo Yoritsune, ibland Kujō Yoritsune, (japanska 九条 頼経), född 12 februari 1218, död 1 september 1256, var den fjärde shogunen av Kamakura-shogunatet. Hans var son till kampakun Kujo Michiie vars moder i sin tur var brorsdotter till Minamoto no Yoritomo. Eftersom han enligt den kinesiska astrologin föddes på tigerns dag, i tigerns månad i tigerns år kallas han ibland Mitora (japanska 三寅), vilket betyder tre tigrar.
Han är även känd under namnet Fujiwara no Yoritsune, eftersom Kujo-ätten var en av de fem avgreningarna från Fujiwara-ätten.
Vid sju års ålder tillträdde han positionen som shogun 1226, och efterträdde därmed Minamoto no Sanetomo som mördats sju år tidigare. Hans tillträde till makten var resultatet av en politisk överenskommelse mellan hans far och shogunatets tillförordnade regenter Hojo Yoshitoki och Hojo Masako. Han regerade som en marionett för dessa fram till 1244 då han avgick till förmån för sin son Kujo Yoritsugu. Ett år senare blev han buddhistisk präst.